# Rościsław Stepaniuk
Rościsław Stepaniuk (ur. 16 stycznia 1966 roku w Zbuczu) – pułkownik dyplomowany inżynier pilot Sił Zbrojnych Rzeczypospolitej Polskiej.

## Życiorys
Rościsław Stepaniuk uczęszczał do Wyższej Oficerskiej Szkoły Lotniczej, którą ukończył w 1989 roku. W 62 Pułku Lotnictwa Myśliwskiego w Poznaniu-Krzesinach objął swoje pierwsze stanowisko służbowe. Studiował w Akademii Obrony Narodowej, a po jej ukończeniu rozpoczął służbę na stanowisku dowódcy eskadry w 11 Pułku Lotnictwa Myśliwskiego, który stacjonował we Wrocławiu. W 1998 roku skierowano go do Wielkiej Brytanii na studia dowódczo-sztabowe w Joint Services Command And Staff College. Po powrocie ze studiów w Wielkiej Brytanii skierowany został do 10 Pułku Lotnictwa Myśliwskiego w Łasku na stanowisko zastępcy dowódcy. Szef szkolenia w 10 Eskadrze Lotnictwa Taktycznego. Następnie w Belgii w 2001 roku ukończył kurs Tactical Leadership Program, po ukończeniu którego przeniesiony został do 3 Korpusu Obrony Powietrznej, który stacjonował we Wrocławiu. Dowódca 3 Eskadry Lotnictwa Taktycznego od 2002 do 2004 roku stacjonującej w Poznaniu-Krzesinach. Ukończył w Stanach Zjednoczonych szkolenie przygotowujące do lotów na samolocie F-16 i od 2006 roku ponowne dowodził 3 Eskadrą Lotnictwa Taktycznego. Dowódca 31 Bazy Lotniczej od grudnia 2007 roku, a dowódca 31 Bazy Lotnictwa Taktycznego od kwietnia 2008 roku. Zgodnie z decyzją Ministra Obrony Narodowej Nr 119 z 4 lutego 2010 roku, w dniu 9 kwietnia tego samego roku wyznaczono go na stanowisko zastępcy Dowódcy 2 Skrzydła Lotnictwa Taktycznego. Krótko kierował w Inspektoracie Sił Powietrznych Dowództwa Generalnego Rodzajów Sił Zbrojnych Zarządem Wojsk Lotniczych. Pułkownik Rościsław Stepaniuk na podstawie decyzji Ministra Obrony Narodowej Nr 814 z 9 kwietnia 2013 skierowany został do Narodowego Uniwersytetu Obrony w Waszyngtonie na roczne, podyplomowe studia. 7 września 2015 roku objął dowodzenie 1 Skrzydłem Lotnictwa Taktycznego, które przekazał 12 stycznia 2017 roku w dowodzenie płk. dypl.pil.Ireneuszowi Starzyńskiemu.
Jeden z pierwszych polskich pilotów, którzy ukończyli  szkolenie lotnicze na F-16. Wylatał 1600 godzin, z czego ponad 500 na samolocie F-16.
W dniu 08.05.2018 r. wykonał lot pożegnalny, natomiast 28.05.2018r. zakończył służbę wojskową.

## Ordery i odznaczenia
- Brązowy Krzyż Zasługi[5],
- Medal „Siły Zbrojne w Służbie Ojczyzny”,
- Medal „Za zasługi dla obronności kraju”.